# AU
Формат файлу Au — простий формат аудіофайлів, уведений Sun Microsystems. Формат був поширений на NeXT системах і на ранніх вебсторінках. Спочатку це були 8-бітові, кодовані  за μ-законом, дані без заголовків, на частоті дискретизації 8000 Гц. Обладнання інших виробників часто використовували частоту дискретизації 8192 Гц, кратну тактовим сигналам відео. Нові файли мають заголовок, що складається з шести непідписаних 32-бітових слів, додаткову інформацію, а потім дані (у великому форматі зворотний порядок байт).
Хоча формат тепер підтримує безліч аудіоформатів кодування, він залишається пов'язаним з логарифмічним кодуванням за μ-законом. Це кодування й інтерфейс стали стандартом де-факто для Unix звуку.